# Montgomery High School (San Diego)
Montgomery High School (MOH) es una escuela pública de preparatoria en donde ofrece cuatro años (niveles de grado 9 a 12) está ubicada en la ciudad de San Diego, California en EEUU. La escuela se inauguró en 1970 y hoy está situado en su lugar original en Otay Mesa. Montgomery High School atiende a más de 2,500 estudiantes y lleva el nombre del aviador pionero John J. Montgomery, quien realizó el primer vuelo en planeador tripulado en la historia de Estados Unidos desde una colina en el área donde se encuentra la escuela.
En 1975, se ofrecieron por primera vez clases de tagalo como lengua extranjera en California, en Montgomery.  En febrero de 2012 se inauguró una nueva biblioteca, que lleva el nombre del director fundador Joseph C Torres,  y se agregaron otros edificios para la escuela de adultos en los mismos terrenos de la escuela.
Montgomery High School actualmente tiene un podcast de Spotify dirigido por estudiantes titulado "MOHCAST" en donde se busca hablar sobre cualquier tema relacionado con la escuela y su cultura estudiantil. 
En 2011, se construyeron una nueva oficina, aulas y una biblioteca en un edificio de dos pisos ubicado al frente del campus. Otros trabajos de infraestructura se realizaron entre 2011 y 2012 bajo la Propuesta-O. La nueva biblioteca, nombrada en honor al director fundador Joseph C. Torres, se inauguró el 10 de febrero de 2012, junto con un área de jardinería y una plaza frente a la biblioteca y otros edificios destinados a la escuela para adultos dentro del mismo campus. En 2014, se instaló un piso personalizado de aproximadamente 1,500 metros cuadrados en el gimnasio, el cual tiene un diseño en patrón de tablero de ajedrez.
En 2009, Montgomery High School enfrentó desafíos debido a bajas calificaciones en las pruebas estatales, lo que generó preocupación en el Distrito Escolar Sweetwater Union High. Como respuesta, el distrito reemplazó al director, implementó nuevos horarios e introdujo medidas de mayor responsabilidad académica. El nuevo director, Lee Romero, tomó medidas significativas para mejorar el rendimiento estudiantil bajo un sistema estatal similar a No Child Left Behind, que impulsa a las escuelas a elevar sus calificaciones. Sin embargo, esto generó debate entre los maestros y el sindicato, que expresaron preocupaciones sobre el proceso. Para 2022, estos cambios habían resultado exitosos.
Montgomery High School cuenta con un pódcast en Spotify llamado MOHCAST, dirigido por estudiantes, en el que se discuten temas relacionados con la escuela y su cultura estudiantil.
En 2018, las autoridades de San Diego propusieron realizar un simulacro de tirador activo en la escuela como una táctica para arrestar a cuatro estudiantes. En Halloween, funcionarios de Montgomery High School llevaron a cabo este plan. Aunque el Distrito Escolar Sweetwater Union High defendió la medida como una estrategia de seguridad, defensores de la justicia juvenil criticaron la táctica por violar los derechos estudiantiles y por el uso engañoso del simulacro.

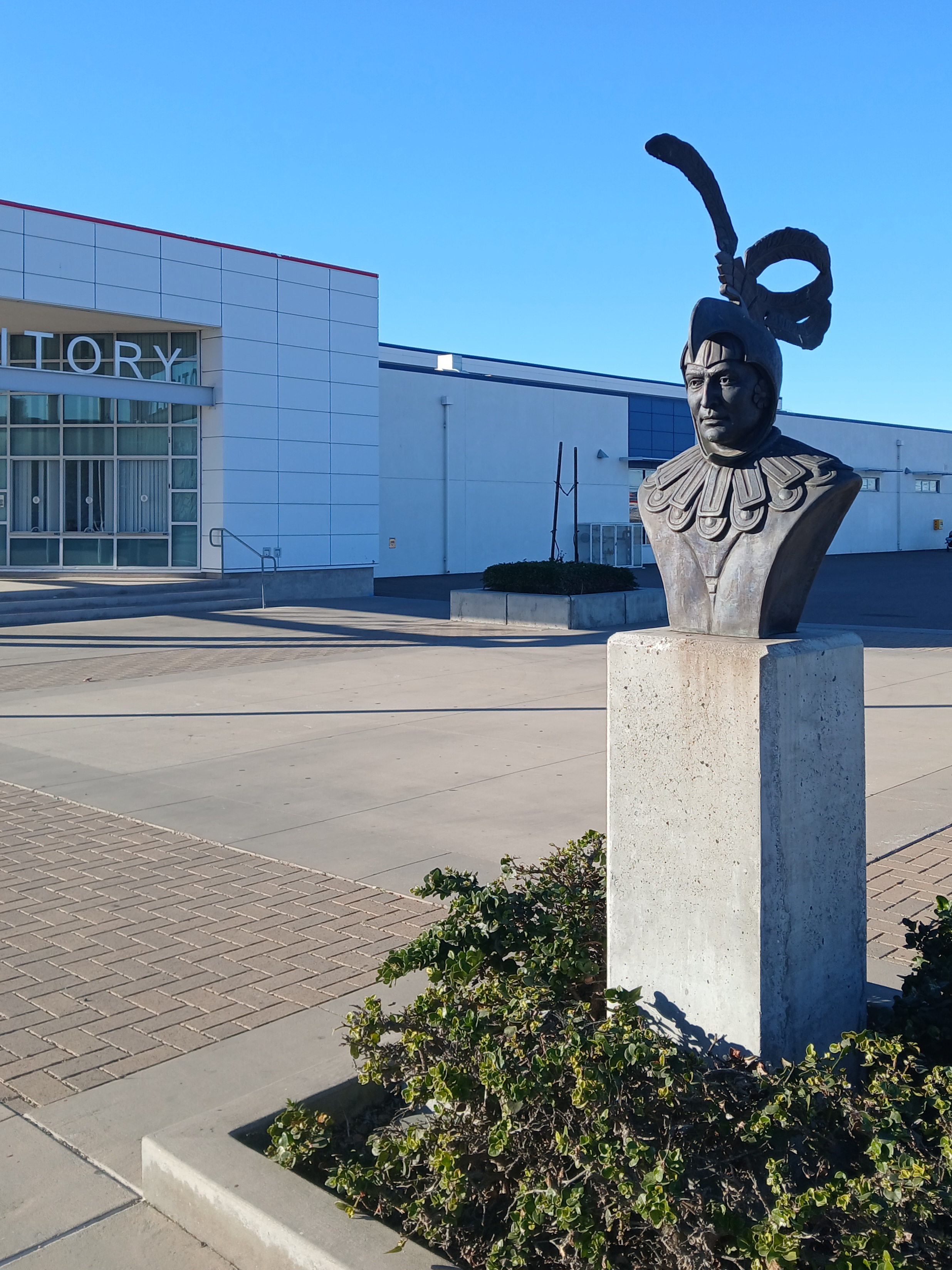

En 2019, ocurrió un incidente en el que un estudiante disfrazado de gorila resultó herido por un carrito de golf después de arrojar un huevo a un miembro del personal. Mientras el estudiante alegó que el carrito lo "atropelló", el personal afirmó que solo lo "tocó". El incidente fue reportado por medios locales.
En marzo de 2019, un estudiante de Montgomery High participó en un incidente en el Living Coast Discovery Center en Chula Vista, California, durante una excursión escolar. El estudiante, entonces junior, saltó a un tanque de tiburones alegando que lo hizo por un reto a cambio de dinero y un cinturón de diseñador.
En noviembre de 2022, funcionarios de salud del condado reportaron una posible exposición a la tuberculosis en varias escuelas del condado de San Diego, incluyendo Montgomery High School.

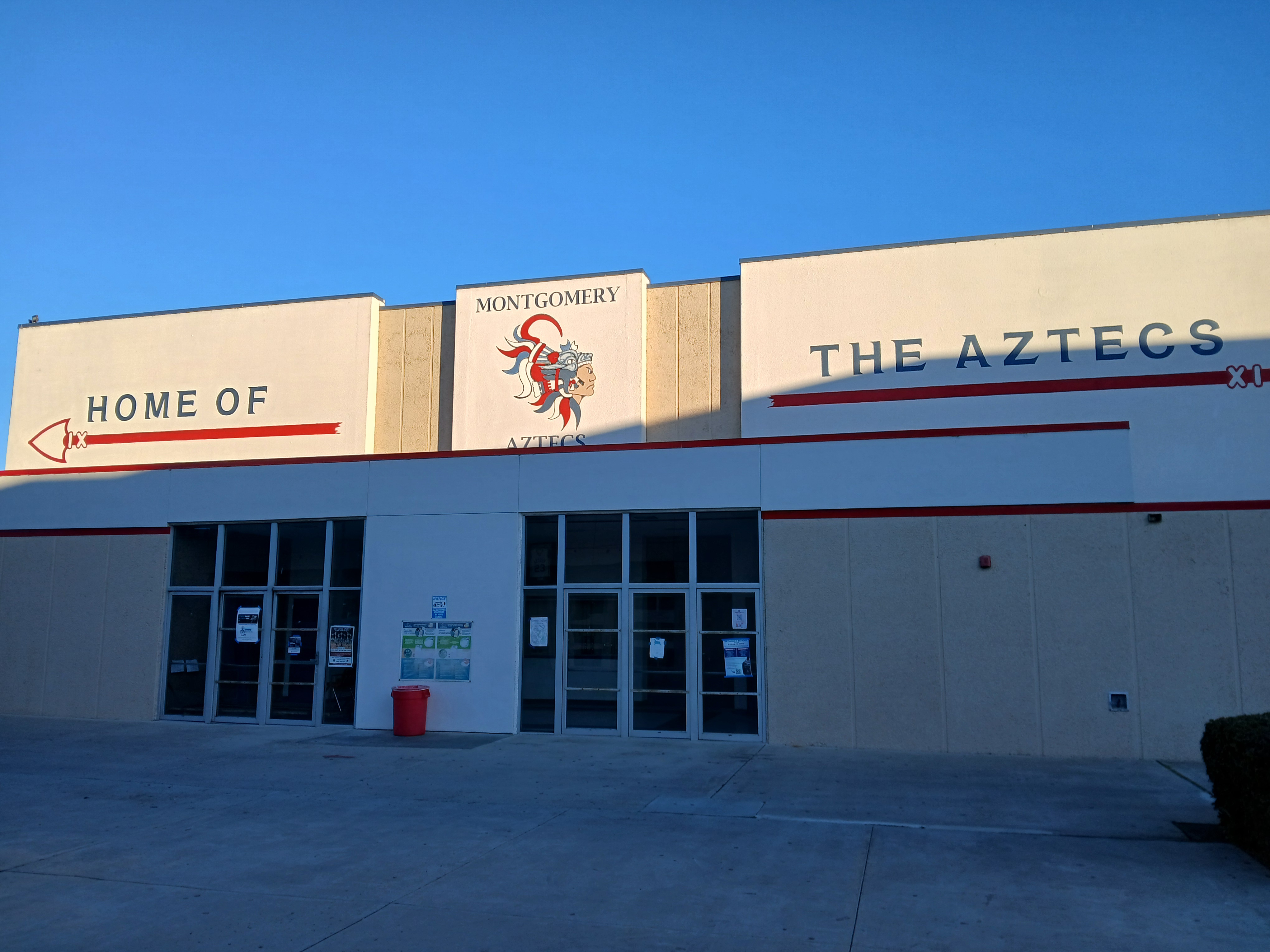

El Monty's Market proporciona artículos esenciales como ropa, productos de higiene y útiles escolares. Se encuentra en el antiguo salón de teatro de la escuela y también funciona como un espacio de aprendizaje práctico donde los estudiantes del programa de transición pueden desarrollar habilidades laborales y obtener experiencia de trabajo. El mercado opera como una tienda de segunda mano dentro del campus, permitiendo a los estudiantes seleccionar hasta tres artículos por semana.

### Programas
Montgomery High School ofrece cursos especializados, incluyendo clases de nivel Advanced Placement (AP), cursos electivos y cursos de honores.
Cursos AP disponibles:
- AP Español Lenguaje y AP Español Literatura
- AP Lengua y AP Literatura
- AP Física, AP Física C: Mecánica
- AP Biología, AP Química, AP Ciencias Ambientales
- AP Geografía Humana, AP Historia Mundial, AP Historia de EE. UU.
- AP Gobierno y Política de EE. UU.
- AP Estadística, AP Cálculo AB, AP Cálculo BC
- AP Ciencias de la Computación A y Principios de Ciencias de la Computación

Cursos de Honores: Física, Química e Historia de EE. UU.
Educación Técnica y Profesional (CTE):
Ofrece formación en Medicina Deportiva, Ingeniería, Robótica, Arte Digital, Producción de Televisión/Cine y más.
Programas Especiales:

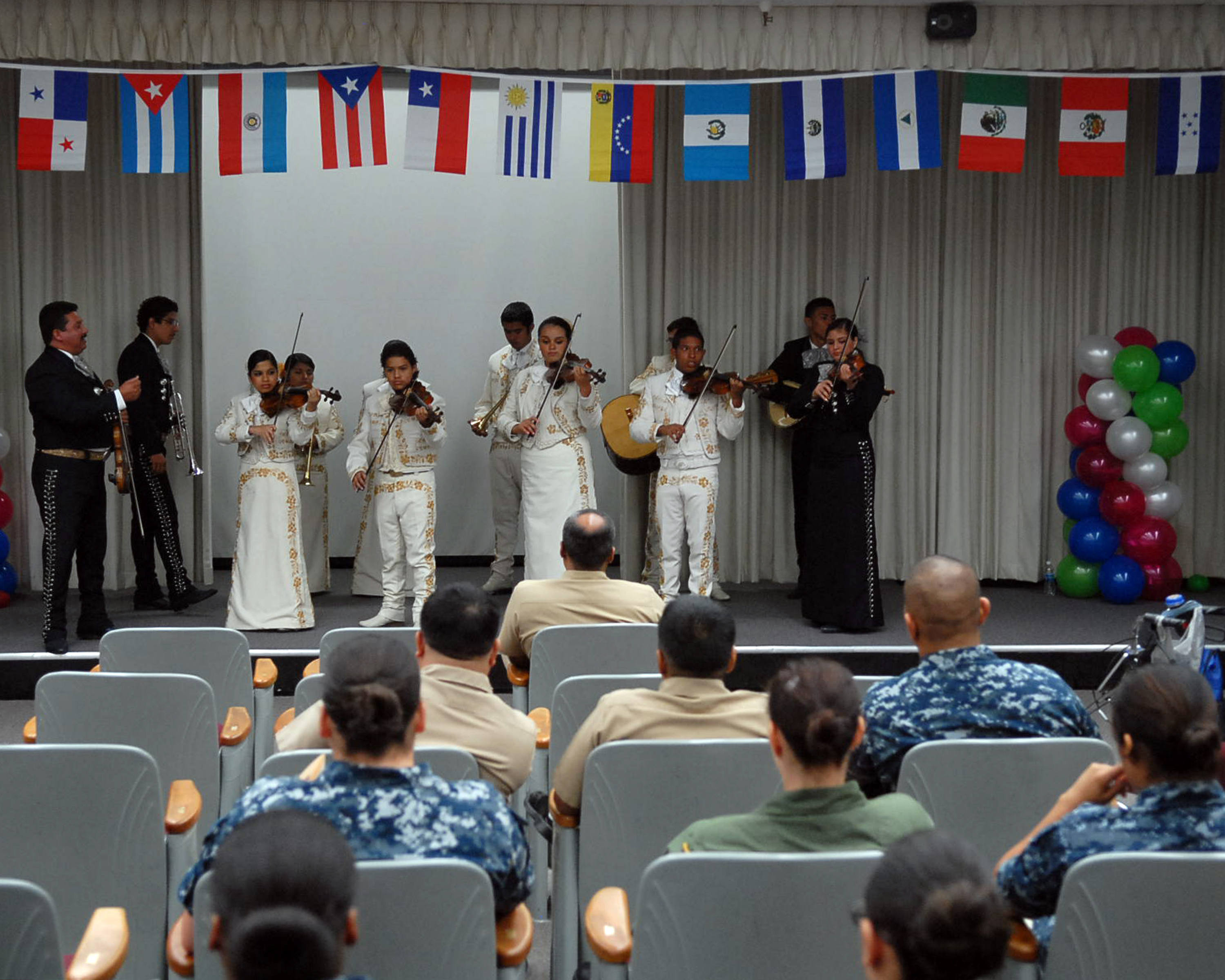

- Un programa de tres años relacionado con el derecho que abarca el derecho civil y penal. Los estudiantes exploran carreras en la aplicación de la ley, los servicios legales y otros servicios públicos, participando en juicios simulados, excursiones y experiencias prácticas. El Programa de Administración de Justicia es un currículo especializado disponible para los estudiantes de Montgomery High School que aspiran a carreras en la aplicación de la ley y el sistema de justicia penal. Este programa abarca desde el segundo año hasta el último año, ofreciendo a los estudiantes una educación integral en la administración de justicia.Mariachi Aztecas: programa musical dedicado al mariachi tradicional mexicano.
- Operation GRIT: programa de mentoría donde estudiantes de últimos años apoyan a alumnos más jóvenes académicamente.[10]

Otoño:
- Fútbol Americano, Hockey sobre Césped, Cross Country, Voleibol Femenil, Golf Femenil, Tenis Femenil, Waterpolo Varonil

Invierno:
- Baloncesto, Waterpolo Femenil, Fútbol, Lucha, Animación Deportiva

Primavera:
- Voleibol Varonil, Natación, Golf Varonil, Béisbol, Sóftbol, Atletismo, Voleibol de Playa

## Alumnos notables
- Wuv Bernardo (1991) - Batería de POD [11]
- Alfredo Gutiérrez (2015) - Futbolista profesional [12]
- Rey Mysterio (1993) - Luchador profesional [13]
- William McLeroy (1978) - Bombero
- Sergio Mitre (1999) - Beisbolista profesional [14]
- Óscar Robles (1994) - Beisbolista profesional [15]
- Thunder Rosa (2006) - Luchador profesional
- Sonny Sandoval (1991) - cantante de POD [11]
- Tony Walker (1977) - jugador de béisbol profesional

## enlaces externos
- Página web oficial

- Datos: Q6905732